# Янівка (гміна)
Гміна Янівка (пол. Gmina Janówka) — сільська гміна у Тернопільському повіті Тернопільського воєводства Другої Речі Посполитої. Адміністративним центром гміни було село Янівка (з приходом радянської влади 1939 року село було перейменовано на Іванівку, а 1946 - Підгородне). 
Гміна утворена 1 серпня 1934 року в рамках нового закону про самоврядування (23 березня 1933 року).
Площа гміни — 87,01 км²

Кількість житлових будинків — 1644

Кількість мешканців — 8446
Гміну створено на основі давніших сільських гмін: Янівка, Довжанка, Драганівка, Кутківці (тепер частина Тернополя), Почапинці, Забойки.